# Stephen Dunn
Stephen Dunn (Modesto, 26 de dezembro de 1894 — Napa, 3 de fevereiro de 1980) é um sonoplasta estadunidense. Venceu o Oscar de melhor mixagem de som em duas ocasiões: por This Land Is Mine e The Bells of St. Mary's.